# المصنعه السفلى (الملاجم)

تعديل مصدري - تعديل

المصنعة السفلى هي إحدى قرى عزلة ذى خير بمديرية الملاجم التابعة لمحافظة البيضاء، بلغ تعداد سكانها 288 نسمة حسب تعداد اليمن لعام 2004.